# Scallop Ridge
Scallop Ridge ist ein 5 km langer und wellenförmiger Gebirgskamm im westantarktischen Marie-Byrd-Land. Er bildet den südwestlichen Teil der Berry Peaks
Der United States Geological Survey kartierte ihn anhand eigener Vermessungen und Luftaufnahmen der United States Navy aus den Jahren von 1960 bis 1963 Das Advisory Committee on Antarctic Names benannte ihn 1967 deskriptiv, da seine Windungen an die Rippen der Schale einer Kammmuschel (englisch scallop) erinnert.